# Narnia femorata
Narnia femorata är en insektsart som beskrevs av Carl Stål 1862. Narnia femorata ingår i släktet Narnia och familjen bredkantskinnbaggar. Inga underarter finns listade i Catalogue of Life.